# Mravnica (Šibenik)
Mravnica je gradsko naselje Šibenika. Selo se nalazi na istočnom dijelu Šibensko-kninske županije, u kršu dalmatinske zagore. Nalazi se na južnim obroncima planine Mravnik (najpristupačniji put do vrha je upravo kroz selo Mravnicu), te u udolini ispod brda.
Najbliža sela su joj Perković (3.2km, iza Mravnika) te Primorski Dolac (2.1km, u istočnom dijelu doline). 
U Mravnici trenutačno živi oko 70 mještana. U selu je pet prezimena i to: Papak, Đerek, Džepina, Kundid i Poljičak. 
Selo je spominjano kroz povijest jer je na mjestu današnjih bunara bila granica Mlečana, a i tu je i crkva sv. Petra starija od 400 godina.

## Stanovništvo
| broj stanovnika | 38    |       | 157   | 99    | 111   | 124   | 160   | 174   | 199   | 157   | 258   | 166   | 149   | 121   | 62    | 70    | 29    |
|                 | 1857. | 1869. | 1880. | 1890. | 1900. | 1910. | 1921. | 1931. | 1948. | 1953. | 1961. | 1971. | 1981. | 1991. | 2001. | 2011. | 2021. |